# Afraurantium senegalense
Afraurantium senegalense là một loài thực vật có hoa trong họ Cửu lý hương. Loài này được A.Chev. mô tả khoa học đầu tiên năm 1949.